# Lenarchus keratus
Lenarchus keratus är en nattsländeart som först beskrevs av Ross 1938.  Lenarchus keratus ingår i släktet Lenarchus och familjen husmasknattsländor. Inga underarter finns listade i Catalogue of Life.